# São Vicente (Braga)
São Vicente is een plaats (freguesia) in de Portugese gemeente Braga en telt 12 162 inwoners (2001).
In de freguesia ligt het Colégio Dom Diogo de Sousa. 